# Cantonul Morée
Cantonul Morée este un canton din arondismentul Vendôme, departamentul Loir-et-Cher, regiunea Centru, Franța.

## Comune
- Brévainville
- Busloup
- Danzé
- Fréteval
- Lignières
- Lisle
- Morée (reședință)
- Pezou
- Rahart
- Saint-Firmin-des-Prés
- Saint-Hilaire-la-Gravelle
- Saint-Jean-Froidmentel
- La Ville-aux-Clercs